# Daniel Acuña
Daniel Acuña (né en 1974 à Águilas) est un dessinateur de bande dessinée espagnol qui travaille à la fois pour les marchés espagnol et américain.

## Œuvres publiées en français
Acuña a été publié dans ce nombreux comic books traduits en français. Ne figurent ici que les albums et recueils dont il est le dessinateur principal.
- Claus et Simon rois de l'évasion (avec Santiago Arcas), Albin Michel, 2005.
- Flash : Les West sauvages ch. 1 et 2 (avec Mark Waid), Panini Comics, 2008.
- Les Éternels : Duel contre un Dieu t. 1 (avec Charles et Daniel Knauf), Panini Comics, coll. « 100% Marvel », 2009.
- La Veuve noire : Le Nom de la rose t. 2 (avec Marjorie Liu), Panini Comics, coll. « 100% Marvel », 2011.
- « Le Mystère Star Saphir » (avec Geoff Johns), dans Geoff Johns présente Green Lantern t. 3 : Hal Jordan, mort ou vif, Urban Comics, coll. « DC Signature », 2013.
- Uncanny Avengers t. 2 (avec Rick Remender), Panini Comics, coll. « Marvel Now! », 2014.
- Avengers : Vision du futur (avec Brian Michael Bendis), Panni Comics, coll. « Marvel Deluxe », 2015.

## Prix
- 2013 : prix Haxtur de la meilleure couverture pour Nuevas aventuras de Diego Valor